# Anastatus ali
Anastatus ali är en stekelart som beskrevs av Boucek 1976. Anastatus ali ingår i släktet Anastatus och familjen hoppglanssteklar. Inga underarter finns listade i Catalogue of Life.